# 한국청소년상담복지개발원
한국청소년상담복지개발원(韓國靑少年相談福祉開發院, Korea Youth Counseling & Welfare Institute)은 전국 청소년상담기관을 총괄하는 여성가족부 유관 기관으로서, 청소년복지활동지원법에 근거하여, 청소년 복지 정책을 수립하기 위해 설립된 특수법인이자 위탁집행형 준정부기관이다.

## 주요 업무
- 청소년 상담 및 복지와 관련된 정책의 연구
- 청소년 상담·복지 사업의 개발 및 운영·지원
- 청소년 상담기법의 개발 및 상담자료의 제작·보급
- 청소년 상담·복지 인력의 양성 및 교육
- 청소년 상담·복지 관련 기관 간의 연계 및 지원
- 지방자치단체 청소년복지지원기관의 청소년 상담·복지 관련 사항에 대한 지도 및 지원
- 청소년 가족에 대한 상담·교육
- 청소년에 관한 상담·복지 정보체계의 구축·운영
- 그 밖에 청소년상담원의 목적을 수행하기 위하여 필요한 부수사업

## 연혁
- 1993년 재단법인 청소년 대화의 광장 개원
- 1999년 한국청소년상담원 출범
- 2005년 국가청소년위원회 산하로 소관부처 이전
- 2007년 공공기관(준정부기관)으로 지정
- 2008년 보건복지가족부 산하로 소관부처 이전
- 2010년 여성가족부 산하로 소관부처 이전
- 2012년 한국청소년상담복지개발원으로 개편
- 2014년 부산 해운대구로 기관 이전 및 국립청소년인터넷드림마을 개소
- 2015년 학교 밖 청소년 지원센터 중앙지원기관 지정
- 2016년 국립중앙청소년디딤센터 운영
- 2021 국립대구청소년디딤센터 개원
- 2022 청소년 근로권익보호 중앙지원기관 지정

## 조직

### 이사장

#### 경영기획본부
- 기획조정부
- 창의인재부
- 경영관리부
- 정보화전략부

#### 통합지원본부
- 청소년안전망데이터센터
- 상담복지센터지원부
- 청소년폭력예방부
- 청소년사이버상담센터

#### 상담역량개발본부
- 상담복지연구부
- 청소년상담사연수부
- 미디어중독대응부

#### 복지지원본부
- 학교밖청소년지원부
- 청소년복지시설지원부
- 청소년매체환경보호센터

#### 국립청소년인터넷드림마을
국립청소년인터넷드림마을은 전북특별자치도 무주군 안성면 공진리에 위치한 시설이다. 
- 기획운영부
- 캠프운영부
- 사업관리부

#### 국립중앙청소년디딤센터
- 사무국
  - 경영관리부
  - 치료재활부
  - 치료사업부

#### 국립대구청소년디딤센터
- 기획조정부
- 상담교육부

## 같이 보기
- 국립중앙청소년디딤센터